# Stadio Osvaldo Baletto
Lo stadio Osvaldo Baletto è un impianto sportivo di Dock Sud, nel partido di Avellaneda, in provincia di Buenos Aires. Ospita le partite interne del Club Atlético San Telmo e ha una capacità di 7 500 posti.

## Storia
Lo stadio Baletto sorge nella zona chiamata Isla Maciel, un piccolo quartiere sulla sponda destra del fiume Riachuelo, antistante il più famoso barrio porteño di La Boca. Lo stadio fu inaugurato il 24 novembre 1929. Tra il 1996 ed il 2001 furono ricostruiti alcuni settori dello stadio. Ciononostante nel 2006, a seguito dei gravi scontri verificatisi nella partita contro il Club Atlético Talleres de Escalada lo stadio Baletto venne chiuso per sei anni per mancanza delle condizioni di sicurezza. Durante questo periodo il Telmo si vide quindi costretto a giocare i suoi incontri casalinghi in altri stadi di Buenos Aires. Nell'ottobre 2011 lo stadio Baletto venne finalmente riaperto al pubblico per la partita contro l'Almagro. Infine, nel 2015, venne realizzato un importante intervento sulla tribuna Las Heras, che venne completamente ricostruita in cemento.